# Bandits de Buffalo
 (août 2011).
Les Bandits de Buffalo sont une franchise américaine de crosse en salle évoluant en National Lacrosse League depuis 1992. Basés à Buffalo (New York), les Bandits jouent au First Niagara Center, enceinte de 18 690 places inaugurée en 1996.

## Histoire
La franchise fut créée en 1992, les Bandits ont joué en Major Indoor Lacrosse League (MILL) de 1992 à 1997, avant que la ligue ne se nomme NLL.

## Saison par saison
| Saison         | Division       | V-D                                               | Class.                                            | Domicile                                          | Extérieur                                         | GF                                                | GA                                                | Séries éliminatoires                              |                                                   |
| -------------- | -------------- | ------------------------------------------------- | ------------------------------------------------- | ------------------------------------------------- | ------------------------------------------------- | ------------------------------------------------- | ------------------------------------------------- | ------------------------------------------------- | ------------------------------------------------- |
| 1992           | National       | 5-3                                               | 2e                                                | 2-2                                               | 3-1                                               | 161                                               | 125                                               | Vainqueur                                         |                                                   |
| 1993           | National       | 8-0                                               | 1er                                               | 4-0                                               | 4-0                                               | 143                                               | 108                                               | Vainqueur                                         |                                                   |
| 1994           | National       | 6-2                                               | 1er                                               | 3-1                                               | 3-1                                               | 121                                               | 99                                                | Finaliste                                         |                                                   |
| 1995           |                | 3-5                                               | 4e                                                | 2-2                                               | 1-3                                               | 109                                               | 108                                               | Défaite en demi-finale de division                |                                                   |
| 1996           |                | 8-2                                               | T-1er                                             | 3-2                                               | 5-0                                               | 172                                               | 127                                               | Vainqueur                                         |                                                   |
| 1997           |                | 6-4                                               | 3e                                                | 3-2                                               | 3-2                                               | 158                                               | 153                                               | Finaliste                                         |                                                   |
| 1998           |                | 6-6                                               | 4e                                                | 4-2                                               | 2-4                                               | 166                                               | 171                                               | Défaite en demi-finale de division                |                                                   |
| 1999           |                | 4-8                                               | 6e                                                | 1-5                                               | 3-3                                               | 158                                               | 177                                               | --                                                |                                                   |
| 2000           |                | 8-4                                               | 2e                                                | 5-1                                               | 3-3                                               | 202                                               | 194                                               | Défaite en demi-finale                            |                                                   |
| 2001           |                | 8-6                                               | 5e                                                | 4-3                                               | 4-3                                               | 248                                               | 218                                               | --                                                |                                                   |
| 2002           | Central        | 8-8                                               | 4e                                                | 4-4                                               | 4-4                                               | 210                                               | 215                                               | --                                                |                                                   |
| 2003           | Central        | 12-4                                              | 2e                                                | 8-0                                               | 4-4                                               | 231                                               | 188                                               | Défaite en demi-finale                            |                                                   |
| 2004           | Eastern        | 8-8                                               | 3e                                                | 4-4                                               | 4-4                                               | 205                                               | 198                                               | Finaliste                                         |                                                   |
| 2005           | Eastern        | 11-5                                              | 2e                                                | 5-3                                               | 6-2                                               | 217                                               | 183                                               | Défaite en demi-finale de division                |                                                   |
| 2006           | Eastern        | 11-5                                              | 1er                                               | 6-2                                               | 5-3                                               | 193                                               | 167                                               | Finaliste                                         |                                                   |
| 2007           | Eastern        | 10-6                                              | 2e                                                | 6-2                                               | 4-4                                               | 249                                               | 194                                               |                                                   |                                                   |
| 2008           | Eastern        | 10-6                                              | 1er                                               | 7-2                                               | 3-4                                               | 203                                               | 174                                               | Vainqueur                                         |                                                   |
| 2009           | Eastern        | 10-6                                              | 2e                                                | 5-3                                               | 5-3                                               | 223                                               | 170                                               | Défaite en finale de division                     |                                                   |
| 2010           | Eastern        | 8-8                                               | 3e                                                | 4-4                                               | 4-4                                               | 169                                               | 170                                               | Défaite en demi-finale de division                |                                                   |
| 2011           | Eastern        | 10-6                                              | 1re                                               | 4-4                                               | 6-2                                               | 169                                               | 159                                               | Défaite en finale de division                     |                                                   |
| 2012           | Eastern        | 7-9                                               | 4e                                                | 4-4                                               | 3-5                                               | 198                                               | 204                                               | Défaite en demi-finale de division                |                                                   |
| 2013           | Eastern        | 6-10                                              | 4e                                                | 2-6                                               | 4-4                                               | 171                                               | 211                                               | --                                                |                                                   |
| 2014           | Eastern        | 8-10                                              | 3e                                                | 6-3                                               | 2-7                                               | 190                                               | 200                                               | Défaite en finale de division                     |                                                   |
| 2015           | Eastern        | 11-7                                              | 3e                                                | 7-2                                               | 4-5                                               | 236                                               | 208                                               | Défaite en demi-finale de division                |                                                   |
| 2016           | Eastern        | 13-5                                              | 1er                                               | 8-1                                               | 5-4                                               | 251                                               | 214                                               | Finaliste                                         |                                                   |
| 2017           | Eastern        | 6-12                                              | 5e                                                | 3-6                                               | 3-6                                               | 226                                               | 251                                               | --                                                |                                                   |
| 2018           | Eastern        | 8-10                                              | 5e                                                | 4-5                                               | 4-5                                               | 232                                               | 240                                               | --                                                |                                                   |
| 2019           | Eastern        | 14-4                                              | 1er                                               | 7-2                                               | 7-2                                               | 244                                               | 186                                               | Finaliste                                         |                                                   |
| 2020           | North          | 7-4                                               | T-2e                                              | 4-2                                               | 3-2                                               | 130                                               | 118                                               | Finaliste                                         |                                                   |
| 2021           | Eastern        | Saison annulée à cause de la pandémie du Covid-19 | Saison annulée à cause de la pandémie du Covid-19 | Saison annulée à cause de la pandémie du Covid-19 | Saison annulée à cause de la pandémie du Covid-19 | Saison annulée à cause de la pandémie du Covid-19 | Saison annulée à cause de la pandémie du Covid-19 | Saison annulée à cause de la pandémie du Covid-19 | Saison annulée à cause de la pandémie du Covid-19 |
| 2022           | Eastern        | 14-4                                              | 1er                                               | 7-2                                               | 7-2                                               | 247                                               | 185                                               | Finaliste                                         |                                                   |
| 2023           | Eastern        | 14-4                                              | 1er                                               | 7-2                                               | 7-2                                               | 215                                               | 191                                               | Vainqueur                                         |                                                   |
| Total          | 30 saisons     | 268-181                                           |                                                   | 136-81                                            | 118-96                                            | 5,791                                             | 5,309                                             |                                                   |                                                   |
| Playoff Totals | 24 apparitions | 35-24                                             |                                                   | 27-9                                              | 8-15                                              | 761                                               | 861                                               |                                                   |                                                   |

## Effectif actuel

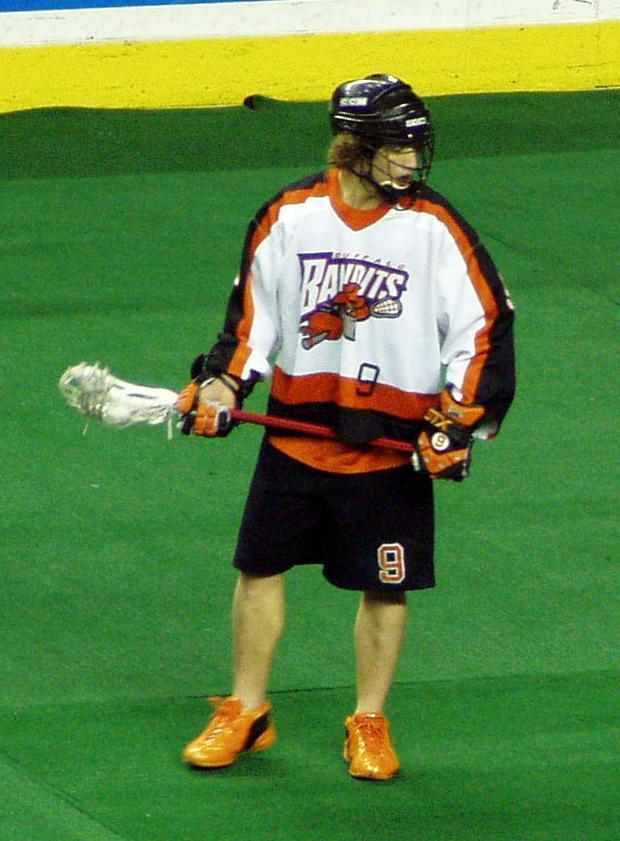
Mark Steenhuis, de l'équipe des Bandits de Buffalo

- Gardiens
  - 30 GK Steve Dietrich
  - 66 GK Michael Thompson

- Défenseurs
  - 2 DF Troy Bonterre
  - 3 DF Billy Dee Smith
  - 5 DF Clay Hill
  - 6 DF Chris White
  - 17 DF Kyle Laverty
  - 18 DF Phil Sanderson
  - 21 DF Daryl Seymour
  - 22 DF Tony Sorci
  - 27 DF Kyle Couling

- Milieux
  - 9 MF Mark Steenhuis
  - 10 MF Pat McCready
  - 16 MF Rich Kilgour

- Attaquants
  - 11 FW John Tavares
  - 15 FW Dan Teat
  - 19 FW Brenden Thenhaus
  - 26 FW Brett Bucktooth
  - 51 FW Kevin Dostie
  - 54 FW Jason Crosbie
  - 72 FW Cory Bomberry
  - 81 FW Roger Vyse
  - 99 FW Delby Powless

## Entraîneurs
- Bob « Buff » McCready : 1992
- Les Bartley : 1992-1997
- Les Wakeling : 1998-1999
- Ted Sawicki : 2000-2002
- Darris Kilgour : depuis 2003